# Convocazioni alla Grand Champions Cup femminile 2005
Elenco delle giocatrici convocate per la Grand Champions Cup 2005.

## Brasile
| N° | Nome                   | Ruolo | Data di nascita  | Squadra           |
| -- | ---------------------- | ----- | ---------------- | ----------------- |
| -  | José Roberto Guimarães | All   | 31 agosto 1954   | Unisul            |
| 1  | Fabiana Claudino       | C     | 24 gennaio 1985  | Rio de Janeiro    |
| 2  | Carolina Albuquerque   | P     | 25 luglio 1977   | Finasa            |
| 3  | Natália Pereira        | S/O   | 24 aprile 1989   | Finasa            |
| 5  | Caroline Gattaz        | C     | 27 luglio 1981   | Finasa            |
| 6  | Fernanda Berti         | S/O   | 26 giugno 1985   | São Caetano       |
| 8  | Valeska Menezes        | C     | 23 aprile 1976   | Finasa            |
| 10 | Wélissa Gonzaga        | S     | 9 settembre 1982 | Rio de Janeiro    |
| 11 | Marcelle Moraes        | P     | 17 ottobre 1976  | Macaé             |
| 12 | Jaqueline de Carvalho  | S     | 31 dicembre 1983 | Rio de Janeiro    |
| 13 | Sheilla de Castro      | S/O   | 1º luglio 1983   | Robursport Pesaro |
| 14 | Fabiana de Oliveira    | L     | 7 marzo 1980     | Rio de Janeiro    |
| 17 | Renata Colombo         | S/O   | 25 febbraio 1981 | Rio de Janeiro    |

## Cina
| N° | Nome         | Ruolo | Data di nascita   | Squadra  |
| -- | ------------ | ----- | ----------------- | -------- |
| -  | Chen Zhonghe | All   | -                 | -        |
| 1  | Wang Yimei   | S/O   | 11 gennaio 1988   | Liaoning |
| 2  | Feng Kun     | P     | 28 dicembre 1978  | Beijing  |
| 3  | Yang Hao     | S     | 21 marzo 1980     | Liaoning |
| 4  | Liu Yanan    | C     | 29 settembre 1980 | Liaoning |
| 5  | Chu Jinling  | S     | 29 luglio 1984    | Liaoning |
| 7  | Zhou Suhong  | S/O   | 23 aprile 1979    | Zhejiang |
| 10 | Xue Ming     | C     | 23 febbraio 1987  | Beijing  |
| 11 | Li Juan      | S     | 15 maggio 1981    | Tianjin  |
| 12 | Nina Song    | P     | 7 aprile 1980     | -        |
| 15 | Ma Yunwen    | S     | 19 ottobre 1986   | Shanghai |
| 16 | Zhang Na     | L     | 19 aprile 1980    | -        |
| 18 | Zhang Ping   | C     | 23 marzo 1982     | -        |

## Corea del Sud
| N° | Nome           | Ruolo | Data di nascita   | Squadra      |
| -- | -------------- | ----- | ----------------- | ------------ |
| -  | Kim Hyung-sil  | All   | -                 | -            |
| 1  | Kim Min-ji     | S     | 25 maggio 1985    | -            |
| 3  | Kim Yeon-koung | S     | 26 febbraio 1988  | Pink Spiders |
| 4  | Ji Jung-hee    | C     | 18 marzo 1985     | -            |
| 5  | Lee Hyo-hee    | P     | 9 settembre 1980  | -            |
| 6  | Choi Kwang-hee | S     | 25 maggio 1974    | -            |
| 7  | Pak Sun-mi     | S     | 3 febbraio 1982   | -            |
| 8  | Hwang Youn-joo | S     | 13 agosto 1986    | -            |
| 10 | Lee So-la      | P     | 1º settembre 1987 | -            |
| 13 | Jung Dae-young | C     | 12 agosto 1981    | Hyundai E&C  |
| 14 | Han Song-yi    | S     | 5 settembre 1984  | -            |
| 15 | Kim Se-young   | C     | 4 giugno 1981     | -            |
| 16 | Koo Ki-lan     | L     | 10 marzo 1977     | -            |

## Giappone
| N° | Nome               | Ruolo | Data di nascita  | Squadra             |
| -- | ------------------ | ----- | ---------------- | ------------------- |
| -  | Shoichi Yanagimoto | All   | -                | -                   |
| 2  | Yuka Sakurai       | L     | 2 settembre 1974 | Denso Airybees      |
| 3  | Yoshie Takeshita   | P     | 18 marzo 1978    | JT Marvelous        |
| 6  | Kaoru Sugayama     | L     | 26 dicembre 1978 | JT Marvelous        |
| 7  | Makiko Horai       | C     | 6 gennaio 1979   | JT Marvelous        |
| 8  | Ayako Onuma        | S     | 17 aprile 1979   | Hitachi Sawa Rivale |
| 9  | Sachiko Sugiyama   | C     | 19 ottobre 1979  | NEC Red Rockets     |
| 11 | Megumi Itabashi    | P     | 7 giugno 1973    | Hitachi Sawa Rivale |
| 12 | Ai Ōtomo           | C     | 24 marzo 1982    | NEC Red Rockets     |
| 14 | Chie Yoshizawa     | S     | 9 luglio 1983    | Takefuji Bamboo     |
| 15 | Kana Oyama         | S/O   | 19 giugno 1984   | Toray Arrows        |
| 16 | Erika Araki        | C     | 3 agosto 1984    | Toray Arrows        |
| 18 | Saori Kimura       | S     | 19 agosto 1986   | Toray Arrows        |

## Polonia
| N° | Nome                  | Ruolo | Data di nascita   | Squadra        |
| -- | --------------------- | ----- | ----------------- | -------------- |
| -  | Andrzej Niemczyk      | All   | 16 gennaio 1944   | -              |
| 1  | Katarzyna Skowrońska  | C     | 30 giugno 1983    | Vicenza        |
| 2  | Mariola Barbachowska  | L     | 3 luglio 1982     | PTPS           |
| 4  | Izabela Bełcik        | P     | 29 novembre 1980  | PTPS           |
| 5  | Magdalena Szryniawska | P     | 17 novembre 1969  | Vicenza        |
| 7  | Małgorzata Glinka     | S     | 30 settembre 1978 | RC Cannes      |
| 8  | Dorota Świeniewicz    | S     | 27 luglio 1972    | Sirio Perugia  |
| 9  | Agata Mróz            | C     | 7 aprile 1982     | BKS            |
| 10 | Joanna Podoba         | S     | 17 febbraio 1977  | Muszynianka    |
| 11 | Sylwia Pycia          | C     | 20 aprile 1981    | AZS AWF Poznań |
| 12 | Natalia Bamber        | S/O   | 24 febbraio 1982  | Muszynianka    |
| 13 | Milena Rosner         | S     | 4 gennaio 1980    | Muszynianka    |
| 18 | Izabela Żebrowska     | S/O   | 23 febbraio 1985  | Calisia        |

## Stati Uniti
| N° | Nome              | Ruolo | Data di nascita  | Squadra             |
| -- | ----------------- | ----- | ---------------- | ------------------- |
| -  | Lang Ping         | All   | 10 dicembre 1960 | -                   |
| 2  | Danielle Scott    | C     | 1º ottobre 1972  | Macaé               |
| 3  | Tayyiba Haneef    | S/O   | 23 marzo 1979    | Takefuji Bamboo     |
| 4  | Lindsey Berg      | P     | 16 luglio 1980   | Robursport Pesaro   |
| 5  | Sarah Drury       | L     | 17 giugno 1981   | Stati Uniti         |
| 6  | Elisabeth Bachman | C     | 7 novembre 1978  | Arzano              |
| 8  | Katherine Wilkins | S     | 10 maggio 1982   | Stati Uniti         |
| 9  | Cassandra Busse   | S/O   | 15 gennaio 1982  | Playeras de Isabela |
| 10 | Therese Crawford  | S     | 26 agosto 1976   | Virtus Roma         |
| 11 | Robyn Ah Mow      | P     | 15 ottobre 1975  | Stati Uniti         |
| 12 | Nancy Meendering  | S/O   | 12 novembre 1978 | Eczacıbaşı          |
| 15 | Nicole Davis      | L     | 24 aprile 1982   | Stati Uniti         |
| 17 | Jennifer Joines   | C     | 23 novembre 1982 | Stati Uniti         |